# 1993년 아리마 기념
1993년 아리마 기념은 중앙경마의 G1급 경주 아리마 기념의 38번째 대회로, 1993년 12월 26일에 나카야마 경마장에서 개최되었다.
1년의 공백기를 보내고 돌아온 토카이 테이오가 비와 하야히데 등을 제치고 우승했다.

## 경주 전
심볼리 루돌프의 자마인 토카이 테이오는 1991년 고월상과 도쿄 우준을 제패했으나, 부상으로 인한 공백기 이후 1992년 개최된 두 차례의 천황상(춘계·추계)에서 각각 5위와 7위, 그리고 그 해의 아리마 기념에서 11위로 부진했다. 이후 또 부상으로 인해 1993년 다카라즈카 기념 출전도 무산되었다가, 그 해의 아리마 기념에서야 비로소 출전하게 되었다.

## 출전마 정보
출전마의 연령 표기는 구 표기를 따른다.
| 마번 | 경주마            | 성별 | 연령         | 기수              | 배당률 (인기 순위) |
| ---- | ----------------- | ---- | ------------ | ----------------- | ------------------ |
| 1    | 엘 카사 리버      | 암컷 | 5세 (현 4세) | 에비다 마사요시   | 73.2 (14)          |
| 2    | 세키테이 류 오    | 수컷 | 5세 (현 4세) | 다나카 가쓰하루   | 14.7 (7)           |
| 3    | 베가              | 암컷 | 4세 (현 3세) | 다케 유타카       | 13.4 (6)           |
| 4    | 토카이 테이오     | 수컷 | 6세 (현 5세) | 다바라 세이키     | 9.4 (4)            |
| 5    | 위시 드림         | 수컷 | 5세 (현 4세) | 후지타 신지       | 32.4 (11)          |
| 6    | 라이스 샤워       | 수컷 | 5세 (현 4세) | 마토바 히토시     | 10.9 (5)           |
| 7    | 화이트 스톤       | 수컷 | 7세 (현 6세) | 다모기 히로마사   | 39.1 (12)          |
| 8    | 마치카네 탄호이저 | 수컷 | 5세 (현 4세) | 시바타 요시토미   | 43.3 (13)          |
| 9    | 레거시 월드       | 거세 | 5세 (현 4세) | 가와치 히로시     | 4.9 (2)            |
| 10   | 엘 웨이 윈        | 수컷 | 4세 (현 3세) | 미나이 가쓰미     | 22.0 (8)           |
| 11   | 위닝 티켓         | 수컷 | 4세 (현 3세) | 시바타 마사토     | 5.4 (3)            |
| 12   | 나이스 네이처     | 수컷 | 6세 (현 5세) | 마쓰나가 마사히로 | 26.6 (10)          |
| 13   | 비와 하야히데     | 수컷 | 4세 (현 3세) | 오카베 유키오     | 3.0 (1)            |
| 14   | 메지로 파머       | 수컷 | 7세 (현 6세) | 요코야마 노리히로 | 25.0 (9)           |

## 경주 결과

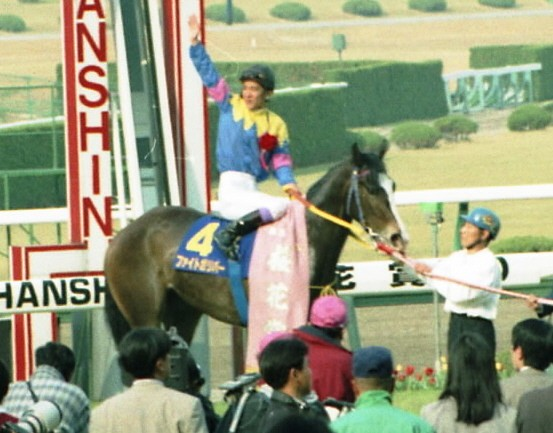
우승 기수 다바라 세이키 (1996년 4월 7일 촬영)

| 순위 | 마번 | 경주마            | 시간   | 도착차                              |
| ---- | ---- | ----------------- | ------ | ----------------------------------- |
| 1    | 4    | 토카이 테이오     | 2:30.9 | -                                   |
| 2    | 13   | 비와 하야히데     | 2:31.0 | {\displaystyle {\frac {1}{2}}}마신  |
| 3    | 12   | 나이스 네이처     | 2:31.6 | {\displaystyle 3{\frac {1}{2}}}마신 |
| 4    | 8    | 마치카네 탄호이저 | 2:31.6 | 머리                                |
| 5    | 9    | 레거시 월드       | 2:31.7 | 목                                  |
| 6    | 14   | 메지로 파머       | 2:31.9 | {\displaystyle 1{\frac {1}{4}}}마신 |
| 7    | 2    | 세키테이 류 오    | 2:32.1 | 1마신                               |
| 8    | 6    | 라이스 샤워       | 2:32.1 | 목                                  |
| 9    | 3    | 베가              | 2:32.3 | {\displaystyle 1{\frac {1}{4}}}마신 |
| 10   | 5    | 위시 드림         | 2:32.3 | 목                                  |
| 11   | 11   | 위닝 티켓         | 2:32.6 | 2마신                               |
| 12   | 1    | 엘 카사 리버      | 2:33.1 | 3마신                               |
| 13   | 10   | 엘 웨이 윈        | 2:34.7 | 10마신                              |
| 14   | 7    | 화이트 스톤       | 2:34.8 | 목                                  |

## 본 경주를 소재로 한 에피소드
- 2021년 3월 30일에 방영된 《우마무스메 프리티 더비》 2기 13화는 본 경주를 기반으로 했다.